# Herpetogramma platycapna
Herpetogramma platycapna is een vlinder uit de familie van de grasmotten (Crambidae), uit de onderfamilie van de Spilomelinae. De wetenschappelijke naam van deze soort is voor het eerst gepubliceerd in 1897 door Edward Meyrick.
De spanwijdte bedraagt ongeveer 2 centimeter.
De soort komt voor in Thailand, Indonesië (Sulawesi), Maleisië, op de Solomoneilanden en Australië (Queensland en Northern Territory).